# Francisco Llano de la Encomienda
Francisco Llano de la Encomienda (Ceuta, Espanya, 1880 - Ciutat de Mèxic, 31 de desembre de 1963) fou un militar espanyol que va aconseguir el grau de General. Durant la Guerra Civil espanyola es va mantenir lleial a la Segona República Espanyola, a la qual va defensar davant dels militars colpistes. Va destacar per la seva actuació al començament de la guerra a Barcelona, on era Comandant militar de Catalunya, i més a la zona republicana en el Nord, al comandament de l'anomenat Exèrcit del Nord.

## Biografia
Ingressa en l'Acadèmia d'Infanteria de Toledo amb catorze anys, de la qual sortirà amb el grau d'alferes tres anys després. participà en la Guerra del Marroc com a capità del regiment de San Fernando, primer, i de les Fuerzas Regulares de Tetuán, després. Per mèrits de guerra, el 1914, fou ascendit a comandant, i pocs anys més tard a tinent coronel. El 1923 fou condecorat amb la Medalla Militar.
Combina destinacions peninsulars i a Àfrica, i quan es proclama la República es posiciona com un dels seus defensors. Durant l'etapa republicana ascendeix de rang a poc a poc, i des de 1935 està al comandament de la IV Divisió Orgànica amb seu a Barcelona. El govern del Front Popular, donada la seva confiança en ell, el mantindrà en el càrrec.

### Guerra Civil espanyola
Donada la lleialtat provada del general cap al govern, la conspiració militar es fa sense comptar amb ell. Ja havia advertit als seus oficials que, encara que personalment s'identificava amb el partit Unió Republicana, si les circumstàncies li obligaven a escollir entre dos moviments extremistes, s'inclinaria decididament abans pel comunisme que pel feixisme.
No obstant això, quan esclata la revolta es veu incapaç de controlar-la mitjançant l'aplicació de la seva autoritat com a màxim comandament militar de la divisió, i fou detingut a punta de pistola per un dels seus oficials revoltats. Tanmateix, la seva actuació a Capitania i el fet que no va proclamar l'estat de guerra el converteixen en un dels puntals del fracàs del cop militar a Barcelona, mèrit mai prou reconegut. Els colpistes van ser incapaços de portar endavant els seus plans a la capital catalana, i quan la derrota els va sobrevenir van haver de deixar en llibertat el General de la 4a Divisió. No obstant això, en els següents mesos roman apartat dels esdeveniments bèl·lics posat en quarantena pel govern, ja que les autoritats republicanes no estaven gaire segures de la seva lleialtat donada la ineficàcia que havia mostrat en intentar reprimir l'intent colpista. Però el gener de 1937 va ser nomenat cap del nou Exèrcit del Nord.
Oficialment, l'exèrcit republicà en el nord es trobava al comandament de Llano de la Encomienda, però aquesta direcció era més nominal que efectiva, si bé existien 3 agrupacions diferents (i amb poca cooperació entre elles) que responien pels territoris republicans del nord: Astúries, Santander i Biscaia. El President de Govern, Largo Caballero, havia dit en privat als nacionalistes bascos que l'Exèrcit del Nord no existia en realitat, i que ell reconeixia l'exèrcit basc com la principal organització militar de la zona Nord. Llano de la Encomienda va haver de passar per la humiliació de preguntar si allò era cert. Aquesta informació fa referència a la situació que existia llavors en el Front Nord republicà. Quan el General Mola va llançar la seva ofensiva sobre Biscaia, la descoordinació de les tropes sota el seu comandament van ser la causa de les contínues derrotes i retirades malgrat la resistència i el valor que oferien. A la fi de maig de 1937, donada la sèrie de derrotes que havien collit les tropes republicanes en aquest front, Llano de la Encomienda va ser substituït pel general Gamir Ulibarri.
Ocuparà càrrecs administratius fins a les últimes setmanes de la guerra; Després de l'ocupació de Catalunya va ser destinat a la zona Centro, on va romandre fins a finals de març de 1939.

### Exili
Amb el final de la guerra, va partir a l'exili a França i més tard a Mèxic al costat d'altres militars republicans. Va morir en 1963 a Ciutat de Mèxic. El seu fill, també exiliat, va ser Luis de Llano Palmer.